# Hulstina aridata
Hulstina aridata là một loài bướm đêm trong họ Geometridae.